# 이선호 (축구 선수)
이선호(李璇浩, 2003년 12월 16일 ~ )는 대한민국의 축구 선수로, 포지션은 오른쪽 풀백, 센터백, 수비형 미드필더이다.